# أندريه مونيز
أندريه مونيز دي أغيار (بالبرتغالية: André Muniz de Aguiar؛ مواليد 17 فبراير 1990) هو مُقاتل فنون قتالية مختلطة برازيلي.

## وصلات خارجية
- أندريه مونيز على موقع يو إف سي (الإنجليزية)
- أندريه مونيز على موقع شيردوغ (الإنجليزية)
- أندريه مونيز على موقع Tapology.com (الإنجليزية)